# Grzegorz XII
Grzegorz XII (łac. Gregorius XII, właśc. Angelo Correr; ur. ok. 1330 w Wenecji, zm. 18 października 1417 w Recanati) – papież w okresie od 30 listopada 1406 do 4 lipca 1415.

## Życiorys
Pochodził z Wenecji z rodziny szlacheckiej. Uzyskał tytuł magistra teologii i był dziekanem kapituły diecezji Koroneia w Beocji. W latach 1380–90 był biskupem Castello, a w 1387 działał jako kolektor apostolski w Dalmacji i na obszarze patriarchatu Akwilei z ramienia papieża Urbana VI. Bonifacy IX 1 grudnia 1390 mianował go łacińskim patriarchą Konstantynopola, a 20 kwietnia 1395 powierzył mu dodatkowo funkcję administratora diecezji Koroneia. W 1399 był legatem Bonifacego IX w królestwie Sycylii. Innocenty VII mianował go legatem w Ankonie (4 kwietnia 1405), a następnie kardynałem-prezbiterem (12 czerwca 1405). 24 września 1406 przybył do Rzymu z Ankony, a 20 października 1406 Innocenty VII dokończył obrzędy związane z jego nominacją kardynalską i nadał mu kościół tytularny S. Marci. Jako kardynał Angelo Correr zachował urząd patriarchy konstantynopolitańskiego oraz administratora diecezji Koroneia.

## Wybór na papieża
Podczas konklawe Angelo Correro, podobnie jak pozostali kardynałowie złożył przysięgę, w której zobowiązywał się przystąpić w ciągu trzech miesięcy do negocjacji ze swoim rywalem – antypapieżem Benedyktem XIII oraz do abdykacji w sytuacji, gdy tenże postąpi podobnie lub wcześniej umrze. Ponadto liczba kardynałów papieskich miała być równa liczbie kardynałów awiniońskich, aby w razie pojednania wybory nowego papieża mogły przebiegać w sposób sprawiedliwy dla obu stron. To przyrzeczenie miało na celu jak najprędzej zażegnać Wielką Schizmę Zachodnią. Kardynał Correro został wybrany na Stolicę Piotrową 30 listopada 1406 roku i przybrał imię Grzegorza XII.

## Pontyfikat
Grzegorz XII tuż po wyborze wystosował do Benedykta XIII propozycję pojednania. Do spotkania oponentów miało dojść w Savonie. Papież ugiął się jednak pod naciskiem krewnych oraz królów Neapolu, Węgier i Czech i spotkanie najpierw przełożył, a ostatecznie odwołał. Wkrótce potem Grzegorz XII złamał inne zobowiązanie zawarte na konklawe, które ograniczało jego nominacje kardynalskie – wbrew przyrzeczeniu, zapowiedział cztery nominacje, co spowodowało, że opuścili go prawie wszyscy jego kardynałowie (prócz trzech) i zawarli porozumienie z kardynałami Benedykta XIII.
Zjednoczeni kardynałowie zorganizowali, wraz z miejscową szlachtą, sobór w Pizie trwający od 25 marca do 7 sierpnia 1409 roku. Ustalono na nim, że zarówno papież, jak i antypapież są heretykami i zdetronizowano ich. 26 czerwca wybrano Aleksandra V. Grzegorz XII i Benedykt XIII soboru nie uznali, co przyczyniło się do pogłębienia schizmy.
Grzegorz XII zwołał synod w Cividale del Friuli koło Akwilei, na którym ekskomunikował swoich konkurentów – Benedykta XIII i Aleksandra V. Wkrótce potem zbiegł w przebraniu do Gaety. 3 maja 1410 roku antypapież Aleksander V zmarł, a jego następcą został Jan XXIII, który wraz z królem Niemiec Zygmuntem Luksemburskim zwołał w XVI sobór powszechny w Konstancji. Papież Grzegorz XII i antypapież Benedykt XIII wysłali na niego swoich legatów, a antypapież Jan XXIII, jako organizator, stawił się osobiście.
Sobór poruszał największe problemy ówczesnego średniowiecza: zażegnanie schizmy, obrona doktryny wiary przed naukami Jana Husa i odnowa wewnętrzna Kościoła. Wydane tam dekrety głosiły, że władza soboru podchodzi od Boga i wszyscy, włącznie z papieżem, muszą się mu podporządkować (dekret Sacrosancta), ponadto zobowiązywały Biskupa Rzymu do periodycznego zwoływania soborów (dekret Frequens). Pierwszej z uchwał nie zatwierdził żaden z papieży.
Antypapież Jan XXIII zbiegł z soboru, z powodu licznych zarzutów wymierzonych przeciw niemu – został osądzony i zdetronizowany. Grzegorz XII wyraził gotowość abdykacji, ale tylko w obliczu soboru, który sam zwoła. Tak też się stało: nadesłał z Rimini swoją rezygnację oraz bullę, którą zwoływał sobór. Antypapież Benedykt XIII nie chciał zrezygnować, dopiero interwencja króla Niemiec Zygmunta Luksemburskiego doprowadziła do złożenia go z urzędu. Na soborze doszło do połączenia kolegiów kardynalskich i zatwierdzenia wszystkich aktów wydanych przez Grzegorza XII – 4 lipca 1415 roku papież abdykował.

## Ostatnie lata i śmierć
Po pontyfikacie został on kardynałem-biskupem i dożywotnim legatem w Marchii Ankony. Po deklaracji, że nie będzie się ubiegał o tron papieski, przyznano mu w Kościele pierwsze miejsce po papieżu. Zmarł 18 października 1417 w Recanti koło Ankony.